# Guglielmo Libri

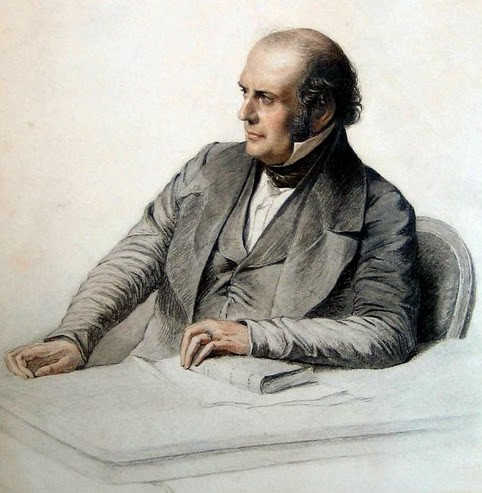
Guglielmo Libri Carucci dalla Sommaja

Graf Guglielmo Brutus Icilius Timeleone Libri Carucci dalla Sommaia (* 1. Januar 1803 in Florenz; † 28. September 1869 in Fiesole, Italien) war ein italienisch-französischer Mathematiker und Bibliophiler, der durch seine enormen Bücherdiebstähle Berühmtheit erlangte.

## Leben

### Jugend
Guglielmo Libri Carucci dalla Sommaia stammte aus einer der ältesten Florentiner Adelsfamilien. Seine Eltern waren Graf Giorgio Libri-Carrucci dalla Sommaia, Graf von Bagnano, und Rosa del Rosso. Libris frühe Kindheit war vom schwierigen Verhältnis der Eltern zueinander geprägt, die sich schließlich im Jahr 1807 scheiden ließen.
1816 begann er ein Jurastudium an der Universität Pisa, wechselte aber bald zur Mathematik und den Naturwissenschaften. Im Jahr seines Studienabschlusses, 1820, veröffentlichte er seine erste Arbeit, Memoria sopra la teoria dei numeri (Denkschrift über die Zahlentheorie), die den Beifall führender Mathematiker wie Charles Babbage, Augustin Louis Cauchy und Carl Friedrich Gauß fand.
1823 wurde er in Pisa zum Professor der Mathematischen Physik ernannt, merkte aber rasch, dass er für die akademische Lehre weder große Neigung noch besondere Befähigung besaß. Es gelang ihm schon im darauffolgenden Jahr, sich unter Fortzahlung seines Gehalts wegen Krankheit beurlauben zu lassen; von Ferdinand III. wurde er zum Professor Emeritus ernannt. Es wird allerdings vermutet, dass Libri seine schwache Gesundheit als Ausrede vorschob, um in Paris die Entlassung seines Vaters aus dem Gefängnis zu erwirken. Libri reiste nach Paris, wo er die Bekanntschaft der berühmtesten französischen Mathematiker seiner Zeit wie Sophie Germain, Pierre-Simon Laplace, Siméon Denis Poisson, Jean Baptiste Joseph Fourier, André-Marie Ampère, Augustin Louis Cauchy und François Arago machte und die Begegnungen in seinem Tagebuch festhielt. Libri präsentierte seine Studien vor der Académie des sciences und lernte in diesem Rahmen auch François Guizot kennen.
Im Sommer 1825 kehrte Libri nach Italien zurück. Bei seiner Rückkehr wurde Libri von der Accademia dei Georgofili zu deren Bibliotheksdirektor ernannt, gab das Amt jedoch im Dezember 1826 wieder zurück.
1829 reiste Libri nach Mailand und von dort über Turin nach Paris, wo er in der Bibliothèque Mazarine die Handschriften von Leonardo da Vinci entzifferte und auf ihre Echtheit prüfte.

### Laufbahn in Frankreich

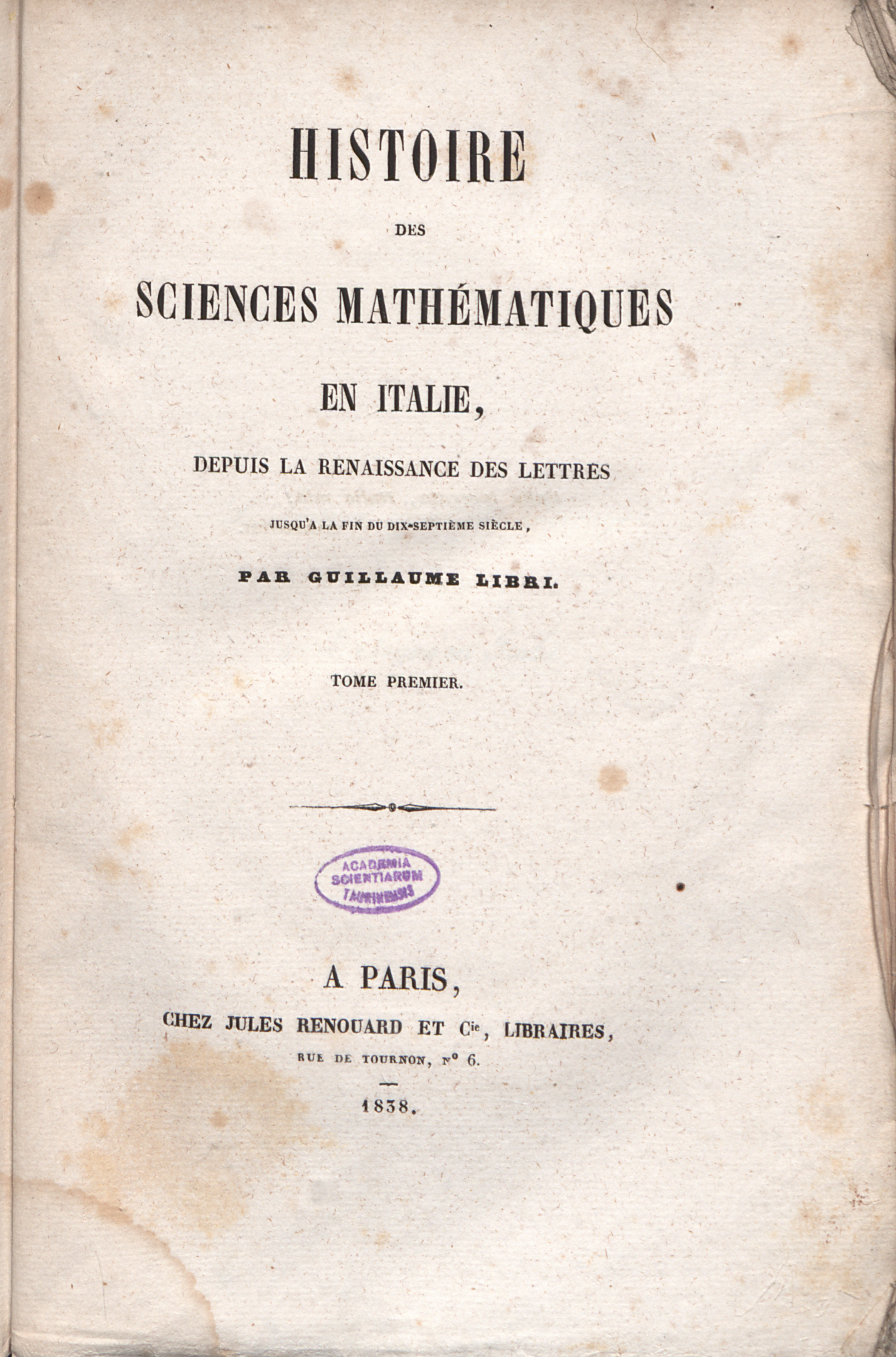
Histoire des sciences mathématiques en Italie, 1838

1830 beteiligte sich Libri anscheinend an der Julirevolution in Frankreich, die den „Bürgerkönig“ Louis-Philippe I. an die Macht brachte, was in der Folge auch ihm selbst politischen Einfluss verschaffte. Gegen Ende des Jahres 1830 reiste Libri in die Toskana, um dort Leopold II. im Teatro della Pergola zu überraschen und zum Unterschreiben einer Verfassung zu zwingen. Das Vorhaben wurde schließlich im Januar 1831 ausgeführt, scheiterte aber und Libri wurde aus Florenz verbannt. François Arago sorgte zunächst für den nahezu mittellosen Emigranten, der 1832 für die Revue des Deux Mondes zu arbeiten begann.
Im Februar 1833 wurde Libri französischer Staatsbürger und erhielt auf Fürsprache Aragos einen Lehrauftrag am Collège de France, wo er als Assistent von Sylvestre Lacroix tätig war. Arago war auch ständiger Sekretär der Académie des sciences, zu deren Mitglied Libri im März desselben Jahres als Nachfolger von Adrien-Marie Legendre gewählt wurde. Ein Einfluss Aragos auf die Wahl ist nicht auszuschließen, aber auch nicht belegt. Im November 1834 wurde Libri als Nachfolger von Hachette zum Dozenten für Wahrscheinlichkeitsrechnung an der naturwissenschaftlichen Fakultät der Sorbonne ernannt, 1839 ebendort zum ordentlichen Professor der Mathematik berufen und 1843 erhielt er (gegen die Konkurrenz von Augustin Louis Cauchy und Jean-Marie Duhamel) als Nachfolger von Lacroix den Lehrstuhl für Mathematik am Collège de France, den er bis 1845 innehatte. Zudem wurde ihm 1837 der Orden der Ehrenlegion verliehen. Seit 1838 war er außerdem Redaktionsmitglied des Journal des Sçavans. Durch seine rasche Karriere, seinen Ehrgeiz und sein zum Teil als arrogant empfundenes Auftreten machte er sich eine Reihe von Mathematikern zu Feinden, wozu auch beitrug, dass er kein gebürtiger Franzose war. Schon 1835 war seine Freundschaft mit Arago aus unbekannten Gründen zerbrochen. Eine besonders erbitterte Gegnerschaft verband Libri mit Joseph Liouville, mit dem er sich in den Sitzungen der Akademie regelmäßig heftige Auseinandersetzungen lieferte. Seine Gegner bezweifelten die Originalität seiner Arbeiten und kritisierten die umständliche und wenig elegante Beweisführung.
Möglicherweise trugen diese wissenschaftlichen Kontroversen mit dazu bei, dass Libri sein hauptsächliches Arbeitsgebiet auf die Geschichte der Mathematik verlagerte. Neben kleineren Schriften zur mathematischen Physik, insbesondere zur Wärmelehre, sowie zur Zahlentheorie und zur Theorie der Gleichungen schuf er in dieser Zeit sein wissenschaftliches Hauptwerk, die Histoire des sciences mathématiques en Italie, depuis la rénaissance des lettres jusqu'à la fin du dix-septième siècle (Geschichte der mathematischen Wissenschaften in Italien von der Renaissance bis zum Ende des 17. Jahrhunderts), die 1838–1841 in vier Bänden erschien (1989 nachgedruckt). Zwei weitere Bände waren geplant, wurden aber nie fertiggestellt. Obwohl Libri dazu neigt, die Leistungen der italienischen Mathematiker auf Kosten der Mathematiker anderer Länder zu übertreiben, ist das Werk durch Libris Kenntnis auch abgelegener Tatsachen überaus informativ, nicht zuletzt, weil es auf einem eingehenden Studium der Originalquellen beruht. Unter anderem studierte er für sein Buch die Manuskripte Leonardo da Vincis und druckte in den Anhängen einige dieser Manuskripte das erste Mal ab. Libri entwickelte sich zu einem leidenschaftlichen Buch- und Autographensammler, so dass er sich schließlich auf ca. 1800 Manuskripte, Briefe und Bücher, unter anderem von Pierre de Fermat, Galileo Galilei, René Descartes, Marin Mersenne und Gottfried Wilhelm Leibniz stützen konnte. Darunter waren zahlreiche Manuskripte, die man bis dahin verloren geglaubt hatte. Obwohl Libri behauptete, alles legal erworben zu haben, stellte sich später heraus, dass einige der Bücher gestohlen waren, beispielsweise aus der Biblioteca Medicea Laurenziana in Florenz.
Aufgrund der bei seiner historischen Arbeit und Sammeltätigkeit erworbenen ausgedehnten buchgeschichtlichen Kenntnisse, vor allem aber dank seiner Freundschaft mit dem einflussreichen Politiker François Guizot wurde Libri 1841 Sekretär der Kommission für den Gesamthandschriftenkatalog der öffentlichen Bibliotheken Frankreichs (Commission du Catalogue général des manuscrits des bibliothèques publiques de France) Während der Französischen Revolution waren auf Anordnung des Wohlfahrtsausschusses die konfiszierten Bücher aus dem Besitz der „Aristokraten“ an die öffentlichen Bibliotheken übergeben worden. 50 Jahre später waren diese Sammlungen noch immer nicht systematisch inventarisiert und katalogisiert. Zu Libris Aufgaben gehörte es, Bibliotheken in ganz Frankreich aufzusuchen und ihre Buch- und Handschriftenbestände zu sichten. Er nutzte diese Tätigkeit zu ausgedehnten Bücher- und Handschriftendiebstählen. Seine amtliche Stellung verschaffte ihm freien und unbeaufsichtigten Zugang zu allen öffentlichen Bibliotheken und bot ihm so reichlich Gelegenheit, ungestört kostbare Bücher und Manuskripte in seinen Besitz zu bringen. Zu den in besonderem Maße betroffenen Bibliotheken gehörte die Stadtbibliothek in Orléans, die 1842 durch Libri wertvolle Handschriften aus dem ehemaligen Bestand der Abtei Fleury verlor. Durch seine Diebstähle brachte Libri schließlich eine riesige Sammlung von enormem Wert zusammen. Im Jahr 1847 besaß er ungefähr 40.000 Bücher und Manuskripte. Teile seiner Sammlung verkaufte er für hohe Summen; an den Earl of Ashburnham, einen britischen Sammler, verkaufte er 1847 2.200 Bände mit Handschriften für 200.000 Franc, weitere Buchverkäufe im selben Jahr erbrachten mehr als 100.000 Franc (der Tageslohn eines Arbeiters lag damals bei etwa vier Franc).
1842 fiel durch eine anonyme Anzeige erstmals Verdacht auf Libri. Die Nachforschungen der Polizei wurden jedoch wegen Libris prominenter Stellung nur sehr diskret geführt und verliefen im Sande. 1845 schrieb Libri an seinen langjährigen Bekannten Antonio Panizzi, den Direktor der Bibliothek des Britischen Museums, da ihm ein Verkauf der gestohlenen Ware in Frankreich wohl zu riskant war. Panizzi sandte seinen Kollegen Sir Frederic Madden nach Paris, doch letztendlich fehlten die finanziellen Mittel und die Sammlung ging an Bertram Ashburnham, den 4. Earl of Ashburnham. Erst nach einer erneuten Anzeige im Juli 1847 fand die Polizei unter anderem heraus, dass eine Theokrit-Ausgabe von Aldus Manutius aus dem Jahre 1495, die Libri im August 1847 verkauft hatte, aus der Bibliothek von Carpentras verschwunden war. Auch jetzt wurde aus politischer Rücksichtnahme zunächst nur ein Bericht an den Justizminister erstellt, den dieser dem Premierminister vorlegte – Libris Freund und Förderer Guizot. Erst die Februarrevolution 1848, die zum Sturz Guizots führte, brachte Libri in unmittelbare Gefahr. Er wurde jedoch von einem befreundeten Journalisten rechtzeitig gewarnt und entzog sich der drohenden Verhaftung und Anklage durch die Flucht nach England. Vorher gelang es ihm noch, dafür zu sorgen, dass seine wertvollsten Bücher und Manuskripte in 18 großen Kisten außer Landes gelangten. Als sie in Le Havre beschlagnahmt werden sollten, befanden sie sich schon auf dem Schiff unterwegs nach England.

### Aufenthalt in England
In London gab Libri sich als politischer Flüchtling aus und wurde unter anderem von Antonio Panizzi unterstützt, mit dem er von früheren Buchverkäufen her gut bekannt war. Panizzi, selbst gebürtiger Italiener, schenkte ebenso wie große Teile der britischen Öffentlichkeit Libris Behauptungen Glauben, die Vorwürfe gegen ihn seien haltlos und er sei in Frankreich wegen seiner italienischen Herkunft und seines Lobs der italienischen Mathematik diskriminiert und verfolgt worden. Durch Panizzis Vermittlung freundete sich Libri mit dem exzentrischen Mathematiker Augustus De Morgan an, der sein vehementester Verteidiger wurde und zahlreiche Artikel zugunsten Libris verfasste. Libri wies auch selbst öffentlich die gegen ihn erhobenen Anschuldigungen zurück (Réponse au rapport de M. Boucly, 1849).
In dem Strafprozess, der im Frühjahr 1850 in Abwesenheit gegen Libri vor dem Pariser Appellationsgerichtshof eröffnet wurde, wurde jedoch der Diebstahl zahlreicher wertvoller Bücher und Handschriften aus der Bibliothèque Mazarine und der Bibliothek und dem Archiv des Institut de France in Paris sowie den Bibliotheken in Troyes, Montpellier, Grenoble und Carpentras überzeugend nachgewiesen. Am 22. Juni 1850 wurde Libri des Diebstahls für schuldig befunden und zu zehn Jahren Gefängnis verurteilt. Libris Freund, der Archäologe und Schriftsteller Prosper Mérimée, Generalinspekteur der historischen Denkmäler, der öffentlich für ihn Partei ergriff, wurde deswegen ebenfalls vor Gericht gestellt und erhielt 15 Tage Haft und 1000 Franc Geldstrafe. Libri verlor zudem seine Mitgliedschaft in der französischen Akademie der Wissenschaften. Er hatte aber auch weiterhin Freunde und Verteidiger in Frankreich, Italien und England. 1861 versuchte der französische Justizminister, ihn zu rehabilitieren, was vom französischen Senat abgelehnt wurde.
Obwohl Libri mit nichts als seinen Büchern und Manuskripten nach England gekommen war, lebte er dort in angenehmen Verhältnissen und führte ein reges gesellschaftliches Leben. Seine Einkünfte stammten aus dem Verkauf von Büchern und Manuskripten. So veranstaltete er im Jahr 1861 zwei große Auktionen; der dafür von ihm erstellte Katalog umfasst 7628 Nummern. Insgesamt soll Libri durch seine Verkäufe über eine Million Franc eingenommen haben. Libris Auktionen gaben einen wesentlichen Anstoß dafür, wissenschaftliche Bücher als Sammelobjekte zu etablieren.
Als sich seine Gesundheit im Jahr 1868 verschlechterte, kehrte Libri von England nach Italien zurück und bezog eine Villa in Fiesole (Toskana), wo er am 28. September 1869 starb. Sein Leichnam wurde am Friedhof von San Miniato al Monte beigesetzt.
Ungefähr 2000 Manuskripte, die Libri in Italien gestohlen und in London verkauft hatte, wurden 1884 von der italienischen Regierung zurückgekauft und befinden sich wieder in der Biblioteca Medicea Laurenziana. Léopold Delisle, Direktor der Bibliothèque Nationale, konnte zweifelsfrei nachweisen, dass die 1847 an Lord Ashburnham verkauften Manuskripte aus französischen Bibliotheken gestohlen worden waren. Nach langwierigen Verhandlungen der französischen und britischen Regierung gelang es 1888, die meisten der wertvollen Manuskripte nach Frankreich zurückzuholen.

## Schriften
- Memoria di Guglielmo Libri sopra la teoria dei numeri (1820)
- Histoire des sciences mathématiques en Italie, depuis la rénaissanace des lettres jusqu'à la fin du dix-septième siècle (1838–1841)
- Essai sur la vie et les travaux de Galilée (1841)
- Catalogue of the Mathematical, Historical, Bibliographical and Miscellaneous Portion of the Celebrated Library of M Guglielmo Libri (1861)